# کانی غنی از کلسیم - آلومینیوم

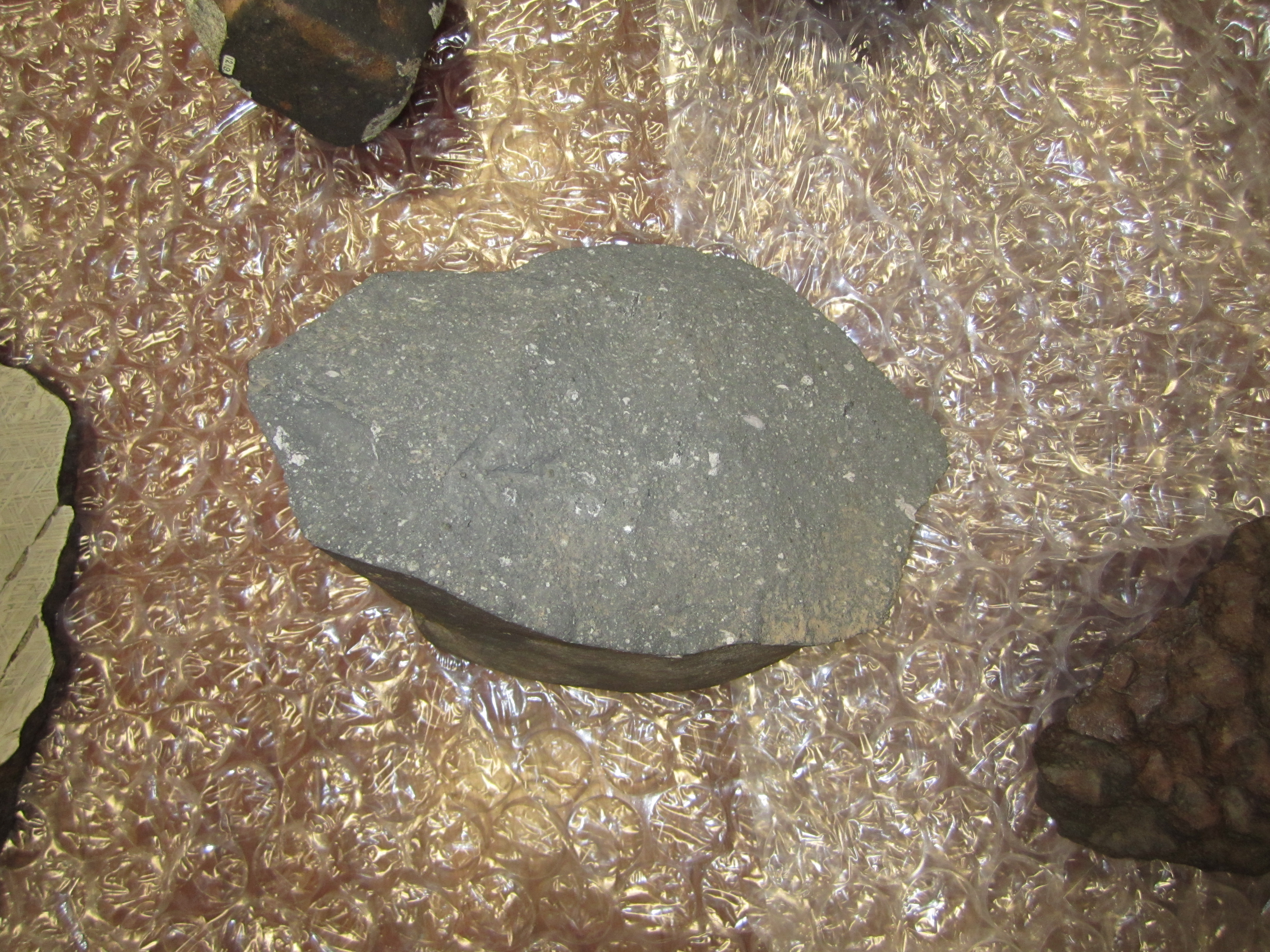
شهاب‌سنگ کندریتی در بر دارندهٔ لکه‌های سفید که مواد معدنی غنی از کلسیم و آلومینیوم هستند.

کانی غنی از کلسیم - آلومینیوم (انگلیسی: Calcium–aluminium-rich inclusion) یا (CAI) به یک کانی در اندازه‌های زیر میلی‌متری تا سانتیمتری، غنی از محتوای فلز کلسیم و آلومینیوم به صورت تداخل و با رنگ روشن است که در شهاب‌سنگ‌های کندریت کربن‌دار یافت می‌شود.
چهار CAI که با استفاده از تاریخ‌یاب ایزوتوپی سرب-سرب (کرونومتر Pb-Pb) تاریخ‌گذاری شده‌اند، میانگین وزن سنی ۰٫۱۶ ± ۴۵۶۷٫۳۰ میلیون سال را دارند.از آنجایی که CAI‌ها قدیمی‌ترین جامدهای دارای تاریخ هستند، این سن معمولاً برای تعیین سن منظومهٔ شمسی استفاده می‌شود.